# Szczawno (województwo łódzkie)
Szczawno – wieś w Polsce położona w województwie łódzkim, w powiecie sieradzkim, w gminie Burzenin nad rzeką Wartą.
W latach 1975–1998 miejscowość położona była w województwie sieradzkim.

## Historia
Pierwsze ślady osadnictwa na tym terenie pochodzą z okresu kultury łużyckiej. Na obrzeżach wydmy, na której znajdowała się osada, wybudowano wał obronny drewniano-ziemny. Zachowała się tylko część zachodnia tej wydmy. Po raz pierwszy w źródłach pisanych wieś pojawiła się w 1375 r. Była wówczas własnością szlacheckiej rodziny Szczawińskich, którzy uczynili zeń centrum swych włości. We wsi zbudowano dwór na kopcu, "umyślnie wśród błot wysypanym".

### 4 września 1939 r.
Najtragiczniejszym w dziejach wsi okazał się dzień 4 września 1939 r., kiedy to z inspiracji niemieckich osadników z Marianowa i Wolnicy Grabowskiej, najeźdźcy niemieccy rozstrzelali 22 mieszkańców. Jedynym żyjącym świadkiem tych wydarzeń jest Wacław Stępień. Obok sklepu, w centrum wsi, stoi wzniesiony w 1974 r. pomnik dla upamiętnienia ofiar tej zbrodni.

## Teraźniejszość
Wieś zamieszkują 252 osoby w 67 gospodarstwach. Jest tu sklep spożywczy, remiza strażacka, świetlica wiejska.
Zobacz też: Szczawno, Szczawno-Zdrój